# Еглаб
Ел Еглаб (El Eglab) је планински масив на југозападу Алжира у пустињи Сахари. Простире се између ерга Игиди на западу и ерга Шеш на истоку. Надморска висина му је око 480 m и грађен је од магматских излива батолита. Удаљен је око 500 km од оазе Тиндуф, а у јужним подгоринама налази се насеље Шенашане. Клима ових предела је пустињска са одуством падавина и високим температурама.